# Ignacio Uribe
Ignacio Uribe Etxebarria (Bilbao, España, 27 de diciembre de 1933) es un exfutbolista español que se desempeñaba como delantero. Es hijo de Luis María Uribe, futbolista del Real Madrid y del Athletic Club en los años 20 y 30.
Formó parte de una delanteras más recordadas del Athletic Club junto a Artetxe, Markaida, Arieta y Gainza.

## Trayectoria
Llegó al Athletic Club en 1953, procedente de la SD Indauchu. Debutó el 20 de septiembre de 1953, en una derrota por 2-3 ante el Real Madrid. Después de una temporada como suplente, se hizo con la titularidad en el lugar que había ocupado Panizo. En el equipo vasco se convirtió en un jugador de gran habilidad y una notable capacidad goleadora (69 goles en 211 partidos). Su gol más destacado fue en la final de Copa de 1955, con un remate de volea, venciendo el equipo bilbaíno por 1-0 al Sevilla. También, consiguió un doblete ante el Manchester United (5-3), en enero de 1957, y un hat-trick ante el Real Madrid (4-2) en febrero de 1957. Las lesiones le obligaron a retirarse en 1963, con apenas 29 años.

## Clubes
| Club          | País   | Año         |
| ------------- | ------ | ----------- |
| S.D. Indauchu | España | 1951 - 1953 |
| Athletic Club | España | 1953 - 1963 |

## Palmarés
| Título                     | Club          | País   | Año     |
| -------------------------- | ------------- | ------ | ------- |
| Copa del Generalísimo      | Athletic Club | España | 1955    |
| Primera División de España | Athletic Club | España | 1955-56 |
| Copa del Generalísimo      | Athletic Club | España | 1956    |
| Copa del Generalísimo      | Athletic Club | España | 1958    |